# Allium circassicum
Allium circassicum är en amaryllisväxtart som beskrevs av Alfred Alekseevich Kolakovsky. Allium circassicum ingår i släktet lökar, och familjen amaryllisväxter. Inga underarter finns listade i Catalogue of Life.